# Procladius villosimanus
Procladius villosimanus är en tvåvingeart som beskrevs av Jean-Jacques Kieffer 1917. Procladius villosimanus ingår i släktet Procladius och familjen fjädermyggor. Inga underarter finns listade i Catalogue of Life.